# カピトリオ駅

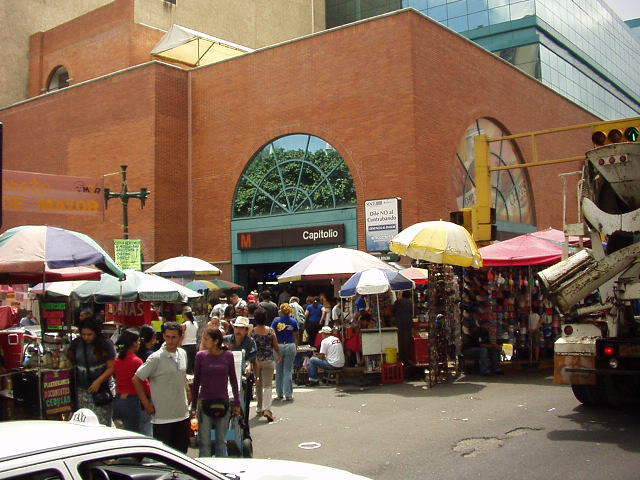
駅の出口（2004年9月10日）

カピトリオ駅（カピトリオえき、Estación Capitolio）はベネズエラのカラカスにあるカラカス地下鉄一号線の地下鉄駅である。二号線のエル・シレンシオ駅とは地下通路で連絡する。首都地区リベルタドル市カテドラル区にあり、歴史的なカラカス中心部の中心に近い。カピトリオはスペイン語で国会議事堂を言う。1983年1月2日開業。

## 駅の構造
大学通り（Avenidad Universidad）の下にあり、出口はこの通りにそって5か所。地下1階に改札と切符売り場があり、エル・シレンシオ駅への連絡通路に通じる。地下2階に相対式2面2線のホームがある。

## 駅の周辺
駅の北側がカラカスの政治的中心で、大学通りに接して北に国会議事堂、南に旧最高裁判所がある。ボリバル広場は2ブロック先にあり、カラカス大都市地区市役所、リベルタドル市議会、カラカス大聖堂、黄色の家など、歴史的建物が多い。

## 隣の駅
- カーニョ・アマリージョ駅 - カピトリオ駅 - ラ・オジャーダ駅